# Rita Segato
Rita Laura Segato (Buenos Aires, 14 d'agost de 1951) és una antropòloga i feminista argentina resident entre Brasília i Tilcara. És especialment coneguda per les seves recerques que s'han orientat a les qüestions de gènere als pobles indígenes i comunitats llatinoamericanes, a la violència de gènere i a les relacions entre gènere, racisme i colonialitat. Considera que les relacions de gènere són un camp de poder i que és un error parlar de crims sexuals si no que han de considerar-se "crims del poder, de la dominació, de la punició".

## Trajectòria
Va estudiar primària a l'Escuela Normal en Lenguas Vivas Juan Ramón Fernández i la secundària en el Colegio Nacional de Buenos Aires (1970). Es va diplomar en el Conservatorio Municipal Manuel de Falla (1967) i a l'Escuela Nacional de Danzas (1973). Va cursar la llicenciatura en Ciències Antropològiques a la Universitat de Buenos Aires fins al seu primer tancament el 1974. Es va especialitzar en etnomusicologia a l'Instituto Interamericano de Etnomusicología i Folklore de Caracas amb Isabel Aretz (1975), on va romandre com a investigadora de l'arxiu de música llatinoamericana fins al 1980.
El 1984 va obtenir el seu doctorat en antropologia social a la Universitat Queen's de Belfast on va estudiar Antropologia de la Música amb John Blacking i Antropologia Social amb Milan Stuchlick i Gerd Baumann.
Va ser professora del Departament d'Antropologia de la Universitat de Brasília entre 1985 i 2010. El 2011 va  exercir la docència en els postgraus interdisciplinaris de Bioètica i de Drets Humans de la mateixa universitat, a més d'actuar com a professora visitant en diversos programes de doctorat d'Amèrica Llatina.
El 1993 es va apropar a l'anàlisi de la violència contra les dones per un encàrrec del govern de la ciutat de Brasília Inicialment va creure que era un lloc de pas, però l'anàlisi de les violències masclistes l'ha acompanyada fins a la seva recent jubilació. És investigadora del Consell Nacional de Recerques de Brasil des de 1998.
Entre els seus llibres destaquen Las estructuras elementales de la violencia (2003), La nación y sus otros (2007) i Las nuevas formas de la guerra y el cuerpo de las mujeres (2014).
En el 2006 va realitzar una recerca sobre els crims des de Ciutat Juárez.

A partir de l'anàlisi del feminicidi de Ciutat Juárez, proposa pensar la violència contra les dones com un sistema de comunicació que mostra la força i la impunitat d'aquells que des de l'Estat i el paraestatat regnen a la frontera.
| «                                                                                   | Si l'acte violent és entès com a missatge i els crims es perceben orquestrats en clar estil responsorial, ens trobem amb una escena on els actes de violència es comporten com una llengua capaç de funcionar eficaçment per als entesos, els sagaços, els qui parlen, tot i que no participin directament en l'acció enunciativa. És per això que, quan un sistema de comunicació amb un alfabet violent s'instal·la, és molt difícil desinstal·lar, eliminar-lo. La violència constituïda i cristal·litzada en forma de sistema de comunicació es transforma en un llenguatge estable i passa a comportar-se amb el quasi-automatisme de qualsevol idioma. | » |
| — Rita Segato, La escritura en el cuerpo de las mujeres asesinadas en Ciudad Juárez | |   |

## Reconeixements
- 2017 Premi Llatinoamericà i del Carib de Ciències Socials concedit per Consejo Latinoamericano de Ciencias Sociales (CLACSO).
- 2018 Títol Doctora Honoris causa atorgat per la Universitat Autònoma de Ríos.
- 2018 Títol Doctora Honoris causa atorgat per la Universitat Nacional de Salta.

## Posició sobre la violència de gènere
Considera que la violència contra les dones de la com es pot observara Argentina té relació amb el moment mundial en el qual "hi ha poder d'amos" en una època de "dueñidad" el que irromp en l'inconscient col·lectiu en la manera en què els homes que obeeixen a un mandat de masculinitat, que és un mandat de potència, proven la seva potència mitjançant el cos de les dones.
Prefereix parlar de violència de gènere que de violència contra les dones, explica "prefereixo anomenar-la així, el concepte de gènere va ser una troballa per poder parlar d'una estructura que organitza els cossos des d'un teatre d'ombres i és una categoria molt útil". Considera que la violència de gènere té un "efecte de crida", és "contagiosa" i pot ser transformada en espectacle.
Sobre la creença generalitzada sobre si la reincidència és ineludible en el cas del violador considera que "és obligatori pensar que tot ésser humà pot canviar. És molt difícil de vegades. Cal donar les condicions perquè el pugui fer, condicions que no estan donades en l'actualitat."
Va encunyar el terme femigenocidi per descriure els crims comesos contra les dones que aconsegueixen el grau de lesa humanitat o genocidi, i que no prescriuen.

## Llibres (selecció)
- Santos e Daimones. O politeísmo afrobrasileiro e a tradição arquetipal.  Editora da Universidade de Brasilia, 1995. Reeditat el 2005
- Las Estructuras Elementales de la Violencia. Ensayos sobre género entre la antropología, el psicoanálisis y los Derechos Humanos.  Prometeo - Universidad Nacional de Quilmes, 2003. ISBN 987-558-018-X. Colección: Derechos Humanos. Viejos problemas, nuevas miradas Dirigida por Baltasar Garzón.[7]
- La nación y sus otros: raza, etnicidad y diversidad religiosa en tiempos de políticas de la identidad.  Prometeo Libros, 2007. ISBN 978-987-574-155-3.
- Los presos hablan sobre los derechos humanos en la cárcel.  La Grieta, por Donde Asoma la Palabra, 2009. ISBN 978-987-25040-0-7. Amb coautoria amb Rodolfo Brardinelli i Claudia Cesaroni
- La escritura en el cuerpo de las mujeres asesinadas en Ciudad Juárez.  Tinta Limón, 2013. ISBN 978-987-27390-4-1.
- L'Oedipe Noir (París: Petite Bibliothèque Payot, editorial Payot et Rivages, 2014)
- Las nuevas formas de la guerra y el cuerpo de las mujeres (México, DF: Pez en el Árbol, 2014)
- Reinventar la izquierda en el siglo XXI.  Universidad Nacional de General Sarmiento, 2014. ISBN 978-987-630-192-3. (Obra col·lectiva)
- Aníbal Quijano: textos de fundación.  Del Signo, 2014. ISBN 978-987-3784-04-0. (Amb coautoria)
- Des/decolonizar la universidad.  Del Signo, 2015. ISBN 978-987-3784-16-3. (Amb coautoría)
- Genealogías críticas de la colonialidad en América Latina, África, Oriente.  CLACSO, 2016. ISBN 978-987-722-157-2. (Obra col·lectiva)
- Construir estrategias para erradicar la violencia de género.  Al Margen, 2016. ISBN 978-987-618-224-9. (Obra colectiva)
- La crítica de la colonialidad en ocho ensayos.  Prometeo Libros, 2016. ISBN 978-987-574-825-5.
- La guerra contra las mujeres.  Tinta Limón - Traficantes de sueños, 2017. ISBN 978-987-3687-26-6.
- Mujeres intelectuales : feminismos y liberación en América Latina y el Caribe.  Consejo Latinoamericano de Ciencias Sociales - CLACSO, 2017. ISBN 978-987-722-247-0. (Obra col·lectiva)
- Más allá del decenio de los pueblos afrodescendientes.  Consejo Latinoamericano de Ciencias Sociales - CLACSO, 2017. ISBN 978-987-722-267-8. (Obra col·lectiva)
- Contrapedagogías de la crueldad.  Prometeo Libros, 2018. ISBN 978-987-574-911-5.